# Nationaal park Lesueur
Nationaal park Lesueur is een nationaal park op de grens van de regio's Mid West en Wheatbelt in West-Australië. Het ligt 211 kilometer ten noorden van Perth, nabij het plaatsje Jurien Bay aan de Indische Oceaan. Het bevat twee tafelbergen, Mount Lesueur en Mount Michaud.

## Geschiedenis
De Yued Nyungah Aborigines waren de oorspronkelijke bewoners van de streek.
In 1801 verkende een expeditie onder leiding van Nicolas Baudin delen van de kust van Australië die kapitein James Cook nog niet in kaart had gebracht. De expeditie bestond uit twee schepen, de Naturaliste en de Geographe. Aan boord van de Naturaliste, die onder het gezag van Jacques Félix Emmanuel Hamelin voer, bevond zich de natuuronderzoeker, Charles Alexandre Lesueur, naar wie het nationaal park later zou vernoemd worden.
Augustus Charles Gregory beklom Mount Lesueur als eerste Europeaan in 1849. In 1850 bezocht botanicus James Drummond de streek en was verheugd er een zeer diverse en dikwijls onbekende flora aan te treffen. Zijn zoon nam twee leases op in de streek en in 1855 nam ook Walter Padbury een lease op nabij Cockleshell Gully. In 1889 werd een stockroute vastgelegd rond Mount Lesueur op aangeven van Alexander Forrest. In 1913 werd een gebied gereserveerd voor het fokken van paarden.
Overheidsbotanicus Charles Gardner raadde in de jaren 1950 aan er een natuurreservaat op te richten om het landschap en de recreatieve mogelijkheden te beschermen tegen de gevolgen van de landbouw. Daar werd niet op ingegaan omdat er een reservaat voor het fokken van paarden voor het leger lag. Het gebied rond Mount Lesueur werd wel gereserveerd voor onderwijskundige doeleinden. Pogingen om een natuurreservaat of nationaal park op te richten in 1962, 1976 en 1983 strandden door de aanwezigheid van steenkoolvoorraden. In maart 1989 stelde Canning Resources Pty Ltd de ontwikkeling van een dagbouwkolenmijn voor. Na hevig maatschappelijk protest tegen het project werd het nationaal park Lesueur op 24 januari 1992 officieel gesticht.

## Geografie
Nationaal park Lesueur ligt 220 kilometer ten noorden van Perth en is 26.987 hectare groot. Ten zuiden en noorden van het park liggen reservaten waar grind wordt gewonnen. Deze zijn in handen van respectievelijk de Shire of Dandaragan en de Shire of Coorow. In het zuidwesten grenst Lesueur aan het nationaal park Drovers Cave en het Beekeepers-natuurreservaat, een belangrijk reservaat voor de bijenteelt. Lesueur wordt in drie soorten zones opgedeeld: Special Conservation Zones, Natural Environment Zones en Recreation Zones. Het park kent een grote verscheidenheid aan bodems, landschappen en gesteenten - van zoutmeren en duinen in het noordwesten tot laterieten heuvelkammen in het oosten - met een rijke diversiteit aan fauna en flora tot gevolg.
Het park ligt boven het Perth-sedimentair bekken. Drie efemere waterlopen ontspringen in het park: Cockleshell Gully, Stockyard Gully en Munbinea Creek. Cockleshell Gully mondt uit in een zoutmeer en Stockyard Gully in een grot. De neerslag in het park dringt door tot in de Lesueur Sandstone en Cockleshell Gully Formation aquifers en wordt niet vervuild door de landbouw. In het park komen veel grotten en karstverschijnselen voor.

## Klimaat
Nationaal park Lesueur kent een warm mediterraan klimaat. De gemiddelde jaarlijkse neerslag in Jurien Bay bedraagt 550 mm en valt meestal tussen juni en augustus. De gemiddelde maximumtemperaturen schommelen tussen 30,5 C° aan de kust en 32,5 C° landinwaarts. De minima variëren tussen 9 en 10 C°.

## Fauna en flora

### Fauna
- zoogdieren: er leven in het park 15 inheemse zoogdiersoorten waaronder 4 vleermuissoorten en 4 soorten smalvoetbuidelmuizen (Sminthopsis):[9]
  - Sminthopsis granulipes
  - gewone smalvoetbuidelmuis
  - Sminthopsis griseoventer
  - Sminthopsis dolichura
- reptielen: er leven 41 hagedissensoorten en 11 slagensoorten in het park waaronder:[9]
  - Diplodactylus granariensis, D. ornatus en D. polyophthalmus
  - Lerista christinae
  - Aspidites ramsayi
- amfibieën: er leven slechts 9 amfibieënsoorten in het park waaronder:[9]
  - Heleioporus eyrei
  - Ranidella pseudinsignifera
- insecten: er leven 29 soorten prachtkevers in het park die allemaal beschermd zijn[3]
- vogels: er leven 122 inheemse vogelsoorten in het park waaronder:[9]
  - honingeters
  - Australische zangers
  - elfjes
  - roodooremoesluiper
  - witbrauwstruiksluiper
  - dunsnavelraafkaketoe
  - oostelijke langsnavelkaketoe
  - roze kaketoe
  - regentparkiet
  - Stanleyrosella
  - port-lincolnparkiet
  - kerkuil
  - Australische boeboekuil
  - Australische dwergnachtzwaluw

### Flora
Het park bevat meer dan 900 plantensoorten waarvan er meer dan 100 endemisch zijn in de regio. De meest voorkomende vegetatievormen zijn heide, scrubland en bossen met een lage boomdensiteit. De meest voorkomende geslachten zijn de Acacia (33 soorten), Stylidium (22), Hakea (21) en de Melaleuca (21). Langs de waterlopen groeit marri, wandoo en Banksia.
Wortelrot (En:Dieback), veroorzaakt door Phytophthora citricola, vormt een bedreiging voor de begroeiing in het nationaal park. De meeste planten in het park zijn er vrij vatbaar voor.

## Wandelpaden
- Botanical Path (400 m), korte bewegwijzerde wandeling met informatieborden over de fauna en flora, van de Drummond-autoparking naar de Wilson Lookout[13]
- Gairdner Trail (2,5 km), lus door een bos met lage boomdensiteit van overwegend laag groeiende Eucalyptus wandoo[13]
- Mount Lesueur Trail (4 km), wandelpad naar Mount Lesueur[13]
- Yued Ponar Trail (7,1 km), wandelpad naar Mount Peron en de Kada Boodja Lookout[14]

In het park geldt het Leave no Trace-principe.
Alexander Morrison · 
Avon Valley · 
Badgingarra · 
Bandiln͟gan (Windjana Gorge) · 
Beelu · 
Boorabbin · 
Brockman · 
Cape Arid · 
Cape Le Grand · 
Cape Range · 
Cliff Spackman · 
Collier Range · 
Dan͟ggu · 
D'Entrecasteaux · 
Dimalurru (Tunnel Creek) · 
Drovers Cave · 
Drysdale River · 
Eucla · 
Fitzgerald River · 
Francois Peron · 
Frank Hann · 
Gloucester · 
Goldfields Woodlands · 
Goongarrie · 
Gooseberry Hill · 
Greater Beedelup · 
Greenmount · 
Hassell · 
Hidden Valley · 
John Forrest · 
Kalamunda · 
Kalbarri · 
Karijini · 
Karlamilyi · 
Kennedy Range · 
Lawley River · 
Leeuwin-Naturaliste · 
Lesmurdie Falls · 
Lesueur · 
Millstream-Chichester · 
Mitchell River · 
Moore River · 
Mount Augustus · 
Mount Frankland · 
Mount Roe-Mount Lindesay · 
Nambung · 
Neerabup · 
Peak Charles · 
Porongurup · 
Purnululu · 
Scott · 
Serpentine · 
Shannon · 
Sir James Mitchell · 
Stirling Range · 
Stokes · 
Tathra · 
Torndirrup · 
Tuart Forest · 
Unnamed (Nr. 17519) · 
Unnamed (Nr. 46400) · 
Walpole-Nornalup · 
Walyunga · 
Warren · 
Watheroo · 
Waychinicup · 
Wellington · 
West Cape Howe · 
William Bay · 
Wolfe Creek Meteorite Crater · 
Yalgorup · 
Yanchep
Overzicht Nationale parken in:
 Australië · New South Wales · Noordelijk Territorium · Queensland · Zuid-Australië · Tasmanië · Victoria · West-Australië